# A Felhőtlen Philadelphia epizódjainak listája
Ez a cikk a Felhőtlen Philadelphia című sorozat epizódjait listázza.

## Évados áttekintés
| Évad | Évad | Epizódok | Eredeti sugárzás     | Eredeti sugárzás     | Eredeti adó |
| Évad | Évad | Epizódok | Évadpremier          | Évadfinálé           | Eredeti adó |
| ---- | ---- | -------- | -------------------- | -------------------- | ----------- |
|      | 1    | 7        | 2005. augusztus 4.   | 2005. szeptember 15. |             |
|      | 2    | 10       | 2006. június 29.     | 2006. augusztus 17.  |             |
|      | 3    | 15       | 2007. szeptember 13. | 2007. november 15.   |             |
|      | 4    | 13       | 2008. szeptember 18. | 2008. november 20.   |             |
|      | 5    | 12       | 2009. szeptember 17. | 2009. december 10.   |             |
|      | 6    | 14       | 2010. szeptember 16. | 2010. december 16.   |             |
|      | 7    | 13       | 2011. szeptember 15. | 2011. december 15.   |             |
|      | 8    | 10       | 2012. október 11.    | 2012. december 20.   |             |
|      | 9    | 10       | 2013. szeptember 4.  | 2013. november 6.    |             |
|      | 10   | 10       | 2015. január 14.     | 2015. március 18.    |             |
|      | 11   | 10       | 2016. január 6.      | 2016. március 9.     |             |
|      | 12   | 10       | 2017. január 4.      | 2017. március 8.     |             |
|      | 13   | 10       | 2018. szeptember 5.  | 2018. november 7.    |             |
|      | 14   | 10       | 2019. szeptember 25. | 2019. november 20.   |             |
|      | 15   | 8        | 2021. december 1.    | 2021. december 22.   |             |
|      | 16   | 8        | 2023. június 7.      | 2023. július 19.     |             |
|      | 17   | 8        | 2025. július 9.      | 2025. augusztus 20.  |             |

## 1. évad (2005)
| Sor. | Év. | Cím                                                                                      | Rendező          | Író                                                                               | Premier              | Nézettség   |
| ---- | --- | ---------------------------------------------------------------------------------------- | ---------------- | --------------------------------------------------------------------------------- | -------------------- | ----------- |
| 1.   | 1.  | Rasszista a banda (The Gang Gets Racist)                                                 | John Fortenberry | Charlie Day & Rob McElhenney                                                      | 2005. augusztus 4.   | 1,42 millió |
| 2.   | 2.  | Charlie és az abortusz (Charlie Wants an Abortion)                                       | John Fortenberry | Charlie Day & Rob McElhenney                                                      | 2005. augusztus 11.  | 0,84 millió |
| 3.   | 3.  | Fiatalkorúak alkoholfogyasztása: Egy nemzeti ügy (Underage Drinking: A National Concern) | Dan Attias       | Történet: Charlie Day & Rob McElhenney Tévéjáték: Rob McElhenney                  | 2005. augusztus 18.  | n.a         |
| 4.   | 4.  | Charlie rákos (Charlie Has Cancer)                                                       | Rob McElhenney   | Rob McElhenney                                                                    | 2005. augusztus 25.  | n.a         |
| 5.   | 5.  | Fegyverláz (Gun Fever)                                                                   | Dan Attias       | Történet: Glenn Howerton & Rob McElhenney Tévéjáték: Glenn Howerton               | 2005. szeptember 1.  | n.a         |
| 6.   | 6.  | Hullarészegség (The Gang Finds a Dead Guy)                                               | Dan Attias       | Történet: Charlie Day & Glenn Howerton & Rob McElhenney Tévéjáték: Rob McElhenney | 2005. szeptember 8.  | n.a         |
| 7.   | 7.  | Charlie-t megrontották (Charlie Got Molested)                                            | John Fortenberry | Történet: Charlie Day & Rob McElhenney Tévéjáték: Rob McElhenney                  | 2005. szeptember 15. | 1,09 millió |

## 2. évad (2006)
| Sor. | Év. | Cím                                                             | Rendező        | Író                                                                               | Premier             | Nézettség   |
| ---- | --- | --------------------------------------------------------------- | -------------- | --------------------------------------------------------------------------------- | ------------------- | ----------- |
| 8.   | 1.  | Előnyös helyzetűek (Charlie Gets Crippled)                      | Rob McElhenney | Történet: Charlie Day & Glenn Howerton & Rob McElhenney Tévéjáték: Rob McElhenney | 2006. június 29.    | 1,64 millió |
| 9.   | 2.  | A banda menni dzsihád (The Gang Goes Jihad)                     | Dan Attias     | Történet: Charlie Day & Glenn Howerton & Rob McElhenney Tévéjáték: Rob McElhenney | 2006. június 29.    | 1,50 millió |
| 10.  | 3.  | Állami támogatás (Dennis and Dee Go on Welfare)                 | Dan Attias     | Történet: Charlie Day & Glenn Howerton & Rob McElhenney Tévéjáték: Rob McElhenney | 2006. július 6.     | n.a         |
| 11.  | 4.  | Don Kellyone (Mac Bangs Dennis' Mom)                            | Dan Attias     | Charlie Day & Glenn Howerton                                                      | 2006. július 6.     | n.a         |
| 12.  | 5.  | A száz dolláros bébi a harcosok klubjában (Hundred Dollar Baby) | Dan Attias     | Charlie Day & Glenn Howerton & Rob McElhenney                                     | 2006. július 13.    | n.a         |
| 13.  | 6.  | Kényszermunka (The Gang Gives Back)                             | Dan Attias     | Charlie Day                                                                       | 2006. július 20.    | n.a         |
| 14.  | 7.  | Csoda Philadelphiában (The Gang Exploits a Miracle)             | Dan Attias     | Charlie Day & Eric Falconer & Chris Romano                                        | 2006. július 27.    | n.a         |
| 15.  | 8.  | Kenőpénzelt politika (The Gang Runs for Office)                 | Dan Attias     | David Hornsby                                                                     | 2006. augusztus 3.  | n.a         |
| 16.  | 9.  | Szabadságharcos (Charlie Goes America All Over Everybody's Ass) | Dan Attias     | Charlie Day & Rob McElhenney                                                      | 2006. augusztus 10. | n.a         |
| 17.  | 10. | Apák (Dennis and Dee Get a New Dad)                             | Dan Attias     | Történet: Charlie Day & Glenn Howerton & Rob McElhenney Tévéjáték: Rob McElhenney | 2006. augusztus 17. | 0,96 millió |

## 3. évad (2007)
| Sor. | Év. | Cím                                                                          | Rendező      | Író                                                           | Premier              | Nézettség   |
| ---- | --- | ---------------------------------------------------------------------------- | ------------ | ------------------------------------------------------------- | -------------------- | ----------- |
| 18.  | 1.  | Ami az egyiknek számít, az a másiknak kincs (The Gang Finds a Dumpster Baby) | Jerry Levine | Charlie Day & Rob McElhenney                                  | 2007. szeptember 13. | 2,34 millió |
| 19.  | 2.  | Legyőzhetetlenek (The Gang Gets Invincible)                                  | Fred Savage  | Charlie Day & David Hornsby & Glenn Howerton                  | 2007. szeptember 13. | 1,86 millió |
| 20.  | 3.  | A gonosz boszorka halott (Dennis and Dee's Mom Is Dead)                      | Matt Shakman | David Hornsby & Rob McElhenney                                | 2007. szeptember 20. | n.a         |
| 21.  | 4.  | A Philadelphia-szindróma (The Gang Gets Held Hostage)                        | Fred Savage  | Történet: Lisa Parsons Tévéjáték: Rob McElhenney              | 2007. szeptember 20. | n.a         |
| 22.  | 5.  | A rabszolgaműhely (The Aluminum Monster vs. Fatty Magoo)                     | Fred Savage  | Charlie Day & Glenn Howerton                                  | 2007. szeptember 27. | n.a         |
| 23.  | 6.  | A kocsmakacsázás (The Gang Solves the North Korea Situation)                 | Fred Savage  | Charlie Day & Scott Marder & Rob Rosell                       | 2007. szeptember 27. | n.a         |
| 24.  | 7.  | Ez a bár eladó (The Gang Sells Out)                                          | Matt Shakman | Charlie Day & David Hornsby                                   | 2007. október 4.     | n.a         |
| 25.  | 8.  | 15 perc hírnév (Frank Sets Sweet Dee on Fire)                                | Fred Savage  | Történet: Rob McElhenney Tévéjáték: Scott Marder & Rob Rosell | 2007. október 4.     | n.a         |
| 26.  | 9.  | Bandák csatája (Sweet Dee's Dating a Retarded Person)                        | Jerry Levine | Történet: Glenn Howerton Tévéjáték: Scott Marder & Rob Rosell | 2007. október 11.    | n.a         |
| 27.  | 10. | Mac a sorozatgyilkos (Mac Is a Serial Killer)                                | Jerry Levine | Történet: Charlie Day Tévéjáték: David Hornsby                | 2007. október 18.    | n.a         |
| 28.  | 11. | Bosszúhadjáratok (Dennis Looks Like a Registered Sex Offender)               | Jerry Levine | Rob McElhenney                                                | 2007. október 25.    | n.a         |
| 29.  | 12. | Szarrá verik a bandát 1. rész (The Gang Gets Whacked Part 1)                 | Matt Shakman | Glenn Howerton & Scott Marder & Rob Rosell                    | 2007. november 1.    | n.a         |
| 30.  | 13. | Szarrá verik a bandát 2. rész (The Gang Gets Whacked Part 2)                 | Matt Shakman | Scott Marder & Rob Rosell                                     | 2007. november 1.    | n.a         |
| 31.  | 14. | Zsaruk (Bums: Making a Mess All Over the City)                               | Jerry Levine | Charlie Day & David Hornsby                                   | 2007. november 8.    | n.a         |
| 32.  | 15. | A lovakat lelökik, ugye? (The Gang Dances Their Asses Off)                   | Matt Shakman | David Hornsby & Scott Marder & Rob Rosell                     | 2007. november 15.   | 0,99 millió |

## 4. évad (2008)
| Sor. | Év. | Cím | Rendező                    | Író                                             | Premier              | Nézettség   |
| ---- | --- | --- | -------------------------- | ----------------------------------------------- | -------------------- | ----------- |
| 33.  | 1.  | Embervadászat (Mac and Dennis: Manhunters)                                                                      | Fred Savage                | Charlie Day & Jordan Young & Elijah Aron        | 2008. szeptember 18. | 1,73 millió |
| 34.  | 2.  | A dögös, az ágyas, a joker és a verőember (The Gang Solves the Gas Crisis)                                      | Matt Shakman               | Charlie Day & Sonny Lee & Patrick Walsh         | 2008. szeptember 18. | 1,60 millió |
| 35.  | 3.  | Amerika következő legjobb Paddy's Billboard modellversenye (America's Next Top Paddy's Billboard Model Contest) | Fred Savage                | Charlie Day & Rob McElhenney & Adam Stein       | 2008. szeptember 25. | 1,44 millió |
| 36.  | 4.  | A legjobb haver (Mac's Banging the Waitress)                                                                    | Matt Shakman               | David Hornsby                                   | 2008. szeptember 25. | 1,35 millió |
| 37.  | 5.  | Mac és Charlie halott 1. rész (Mac and Charlie Die Part 1)                                                      | Fred Savage & Matt Shakman | Charlie Day & Glenn Howerton & Rob McElhenney   | 2008. október 2.     | 1,02 millió |
| 38.  | 6.  | Mac és Charlie halott 2. rész (Mac and Charlie Die Part 2)                                                      | Fred Savage                | Charlie Day & Glenn Howerton & Rob McElhenney   | 2008. október 2.     | 1,02 millió |
| 39.  | 7.  | Kulámbó (Who Pooped the Bed?)                                                                                   | Fred Savage                | Rob McElhenney & Scott Marder & Rob Rosell      | 2008. október 9.     | 1,28 millió |
| 40.  | 8.  | Emberrablás a Paddy's bárban (Paddy's Pub: The Worst Bar in Philadelphia)                                       | Matt Shakman               | Scott Marder & Rob Rosell & David Hornsby       | 2008. október 16.    | 1,27 millió |
| 41.  | 9.  | Életvándorlás (Dennis Reynolds: An Erotic Life)                                                                 | Fred Savage                | Glenn Howerton & Scott Marder & Rob Rosell      | 2008. október 23.    | 1,32 millió |
| 42.  | 10. | Betegellátás (Sweet Dee Has a Heart Attack)                                                                     | Matt Shakman               | Scott Marder & Rob Rosell                       | 2008. október 30.    | 1,15 millió |
| 43.  | 11. | A Liberty Bell megrepedésének igaz története (The Gang Cracks the Liberty Bell)                                 | Matt Shakman               | Rob McElhenney & Glenn Howerton & David Hornsby | 2008. november 6.    | 1,36 millió |
| 44.  | 12. | A banda nagy házalakítása (The Gang Gets Extreme: Home Makeover Edition)                                        | Fred Savage                | Charlie Day & David Hornsby & Glenn Howerton    | 2008. november 13.   | 1,31 millió |
| 45.  | 13. | Ha eljő a Nightman (The Nightman Cometh)                                                                        | Matt Shakman               | Rob McElhenney & Glenn Howerton & Charlie Day   | 2008. november 20.   | 1,30 millió |

## 5. évad (2009)
| Sor. | Év. | Cím                                                                         | Rendező         | Író                                       | Premier              | Nézettség   |
| ---- | --- | --------------------------------------------------------------------------- | --------------- | ----------------------------------------- | -------------------- | ----------- |
| 46.  | 1.  | Az évszázad bizniszei (The Gang Exploits the Mortgage Crisis)               | Randall Einhorn | Becky Mann & Audra Sielaff                | 2009. szeptember 17. | 2,24 millió |
| 47.  | 2.  | Road movie (The Gang Hits the Road)                                         | Fred Savage     | Glenn Howerton & Charlie Day              | 2009. szeptember 24. | 1,79 millió |
| 48.  | 3.  | Nehéz idők járnak (The Great Recession)                                     | Fred Savage     | David Hornsby                             | 2009. október 1.     | 2,01 millió |
| 49.  | 4.  | Terápia (The Gang Gives Frank an Intervention)                              | Fred Savage     | Scott Marder & Rob Rosell                 | 2009. október 8.     | 1,51 millió |
| 50.  | 5.  | A Pincérnő Dee előtt megy férjhez (The Waitress Is Getting Married)         | Fred Savage     | Glenn Howerton & Charlie Day              | 2009. október 15.    | 1,61 millió |
| 51.  | 6.  | A védelem hibája (The World Series Defense)                                 | Randall Einhorn | David Hornsby                             | 2009. október 22.    | 1,61 millió |
| 52.  | 7.  | Rózsák és ragadozók (The Gang Wrestles for the Troops)                      | Randall Einhorn | Scott Marder & Rob Rosell                 | 2009. október 29.    | 1,35 millió |
| 53.  | 8.  | Reynolds kontra Reynolds (Paddy's Pub: Home of the Original Kitten Mittens) | Randall Einhorn | Sonny Lee & Patrick Walsh                 | 2009. november 5.    | 1,99 millió |
| 54.  | 9.  | Mac és Dennis szakít (Mac and Dennis Break Up)                              | Randall Einhorn | Scott Marder & Rob Rosell                 | 2009. november 12.   | 1,87 millió |
| 55.  | 10. | A csábítás művészete (The D.E.N.N.I.S. System)                              | Randall Einhorn | David Hornsby & Scott Marder & Rob Rosell | 2009. november 19.   | 1,49 millió |
| 56.  | 11. | Philadelphia a filmgyártás fellegvára (Mac and Charlie Write a Movie)       | Randall Einhorn | Glenn Howerton & Rob McElhenney           | 2009. december 3.    | 1,89 millió |
| 57.  | 12. | Dennis a legenda (The Gang Reignites the Rivalry)                           | Randall Einhorn | Dave Chernin & Charlie Day                | 2009. december 10.   | 1,68 millió |

## 6. évad (2010)
| Sor. | Év. | Cím                                                                                 | Rendező         | Író                                                       | Premier              | Nézettség   |
| ---- | --- | ----------------------------------------------------------------------------------- | --------------- | --------------------------------------------------------- | -------------------- | ----------- |
| 58.  | 1.  | Egy meleg, egy szerelmi és egy érdekházasság (Mac Fights Gay Marriage)              | Randall Einhorn | Becky Mann & Audra Sielaff                                | 2010. szeptember 16. | 2,21 millió |
| 59.  | 2.  | A banda tovább rontja a statisztikát (Dennis Gets Divorced)                         | Randall Einhorn | Dave Chernin & John Chernin                               | 2010. szeptember 23. | 1,68 millió |
| 60.  | 3.  | A PDD típusú rákász motorcsónak (The Gang Buys a Boat)                              | Randall Einhorn | Charlie Day & Rob McElhenney                              | 2010. szeptember 30. | 1,46 millió |
| 61.  | 4.  | Kiugrási lehetőség (Mac's Big Break)                                                | Randall Einhorn | Rob Rosell                                                | 2010. október 7.     | 1,23 millió |
| 62.  | 5.  | Osztályharc (Mac and Charlie: White Trash)                                          | Randall Einhorn | Luvh Rakhe                                                | 2010. október 14.    | 1,48 millió |
| 63.  | 6.  | A furcsa pár tortúrája (Mac's Mom Burns Her House Down)                             | Matt Shakman    | Scott Marder & Rob Rosell                                 | 2010. október 21.    | 1,07 millió |
| 64.  | 7.  | Ki csinálta fel Dee-t? (Who Got Dee Pregnant?)                                      | Randall Einhorn | Charlie Day & Rob McElhenney                              | 2010. október 28.    | 1,19 millió |
| 65.  | 8.  | Charlie balra el (The Gang Gets a New Member)                                       | Matt Shakman    | David Hornsby                                             | 2010. november 4.    | 1,67 millió |
| 66.  | 9.  | Dee Reynolds: Amerika ifjúságának formálása (Dee Reynolds: Shaping America's Youth) | Matt Shakman    | David Hornsby                                             | 2010. november 11.   | 1,44 millió |
| 67.  | 10. | Patkányok és emberek (Charlie Kelly: King of the Rats)                              | Matt Shakman    | Scott Marder & Rob Rosell                                 | 2010. november 18.   | 1,69 millió |
| 68.  | 11. | A banda átmegy állatvédőbe (The Gang Gets Stranded in the Woods)                    | Matt Shakman    | Történet: Luvh Rakhe Tévéjáték: Scott Marder & Rob Rosell | 2010. december 2.    | 1,65 millió |
| 69.  | 12. | A fiúk apák lesznek (Dee Gives Birth)                                               | Matt Shakman    | David Hornsby & Becky Mann & Audra Sielaff                | 2010. december 9.    | 1,46 millió |
| 70.  | 13. | Szentségtelen éj 1. rész (A Very Sunny Christmas Part 1)                            | Fred Savage     | Charlie Day & Rob McElhenney                              | 2010. december 16.   | 1,16 millió |
| 71.  | 14. | Szentségtelen éj 2. rész (A Very Sunny Christmas Part 2)                            | Fred Savage     | Charlie Day & Rob McElhenney                              | 2010. december 16.   | 1,16 millió |

## 7. évad (2011)
| Sor. | Év. | Cím                                                                                              | Rendező                        | Író                                           | Premier              | Nézettség   |
| ---- | --- | ------------------------------------------------------------------------------------------------ | ------------------------------ | --------------------------------------------- | -------------------- | ----------- |
| 72.  | 1.  | Micsoda Frank nője (Frank's Pretty Woman)                                                        | Matt Shakman                   | Scott Marder & Rob Rosell                     | 2011. szeptember 15. | 2,28 millió |
| 73.  | 2.  | A banda menni Jersey Shore-ba (The Gang Goes to the Jersey Shore)                                | Matt Shakman                   | Dave Chernin & John Chernin                   | 2011. szeptember 22. | 1,93 millió |
| 74.  | 3.  | Frank kis szépségei (Frank Reynolds’ Little Beauties)                                            | Matt Shakman                   | Scott Marder & Rob Rosell                     | 2011. szeptember 29. | 2,03 millió |
| 75.  | 4.  | A Dee-ellenőrzés (Sweet Dee Gets Audited)                                                        | Matt Shakman                   | Rob McElhenney & Glenn Howerton & Charlie Day | 2011. október 6.     | 1,82 millió |
| 76.  | 5.  | Frank bátyja (Frank's Brother)                                                                   | Matt Shakman                   | David Hornsby                                 | 2011. október 13.    | 1,42 millió |
| 77.  | 6.  | Az évszázad vihara (The Storm of the Century)                                                    | Matt Shakman                   | Charles W. Hornsby                            | 2011. október 20.    | 1,52 millió |
| 78.  | 7.  | Chardee MacDennis: A legtutibb játék (Chardee MacDennis: The Game of Games)                      | Matt Shakman                   | Charlie Day & Rob McElhenney                  | 2011. október 27.    | 1,38 millió |
| 79.  | 8.  | Fészbunkó (The ANTI-Social Network)                                                              | Matt Shakman                   | Charlie Day & Glenn Howerton                  | 2011. november 3.    | 1,69 millió |
| 80.  | 9.  | Bújócskázik a banda (The Gang Gets Trapped)                                                      | Matt Shakman                   | Luvh Rakhe                                    | 2011. november 10.   | 1,32 millió |
| 81.  | 10. | Így lett Macből hájfej (How Mac Got Fat)                                                         | Randall Einhorn & Matt Shakman | Scott Marder & Mehar Sethi                    | 2011. november 17.   | 1,26 millió |
| 82.  | 11. | A Mennydörgés expressz kisiklásának története (Thunder Gun Express)                              | Matt Shakman                   | Dave Chernin & John Chernin                   | 2011. december 1.    | 1,52 millió |
| 83.  | 12. | Az osztálytali (The High School Reunion)                                                         | Matt Shakman                   | Glenn Howerton & Rob McElhenney               | 2011. december 8.    | 1,40 millió |
| 84.  | 13. | Az osztálytali 2. rész: A banda bosszút áll (The High School Reunion Part 2: The Gang's Revenge) | Matt Shakman                   | Glenn Howerton & Rob McElhenney               | 2011. december 15.   | 1,32 millió |

## 8. évad (2012)
| Sor. | Év. | Cím                                                                             | Rendező       | Író                                           | Premier            | Nézettség   |
| ---- | --- | ------------------------------------------------------------------------------- | ------------- | --------------------------------------------- | ------------------ | ----------- |
| 85.  | 1.  | Papi: a végső megoldás (Pop-Pop: The Final Solution)                            | Matt Shakman  | Charlie Day & Glenn Howerton & Rob McElhenney | 2012. október 11.  | 1,05 millió |
| 86.  | 2.  | A banda újrahasznosítja a szemetet (The Gang Recycles Their Trash)              | Matt Shakman  | Charlie Day & Glenn Howerton & Rob McElhenney | 2012. október 18.  | 1,10 millió |
| 87.  | 3.  | Mészárlás a Maureen Ponderosa esküvőn (The Maureen Ponderosa Wedding Massacre)  | Richie Keen   | Charlie Day & Glenn Howerton & Rob McElhenney | 2012. október 25.  | 1,12 millió |
| 88.  | 4.  | Charlie-ra és Dee-re rátalál a szerelem (Charlie and Dee Find Love)             | Richie Keen   | Charlie Day & Glenn Howerton & Rob McElhenney | 2012. november 1.  | 1,39 millió |
| 89.  | 5.  | Bandaterápia (The Gang Gets Analyzed)                                           | Todd Biermann | Luvh Rakhe                                    | 2012. november 8.  | 1,11 millió |
| 90.  | 6.  | Charlie muterja rákos (Charlie's Mom Has Cancer)                                | Richie Keen   | Scott Marder & Rob Rosell                     | 2012. november 15. | 0,94 millió |
| 91.  | 7.  | Frank újra bizniszel (Frank's Back in Business)                                 | Richie Keen   | Dave Chernin & John Chernin                   | 2012. november 29. | 1,08 millió |
| 92.  | 8.  | Charlie a világ ura (Charlie Rules the World)                                   | Matt Shakman  | David Hornsby                                 | 2012. december 6.  | 1,01 millió |
| 93.  | 9.  | A banda vacsorája (The Gang Dines Out)                                          | Matt Shakman  | Mehar Sethi                                   | 2012. december 13. | 0,92 millió |
| 94.  | 10. | A Reynolds kontra Reynolds müzliper (Reynolds vs. Reynolds: The Cereal Defense) | Richie Keen   | Charlie Day & Glenn Howerton & Rob McElhenney | 2012. december 20. | 0,94 millió |

## 9. évad (2013)
| Sor. | Év. | Cím                                                                                            | Rendező       | Író                                           | Premier              | Nézettség   |
| ---- | --- | ---------------------------------------------------------------------------------------------- | ------------- | --------------------------------------------- | -------------------- | ----------- |
| 95.  | 1.  | A banda megtörte Dee-t (The Gang Broke Dee)                                                    | Richie Keen   | Charlie Day & Glenn Howerton & Rob McElhenney | 2013. szeptember 4.  | 0,76 millió |
| 96.  | 2.  | Stukkerláz 2: még drágább a stukkerod (Gun Fever Too: Still Hot)                               | Todd Biermann | Charlie Day & Glenn Howerton & Rob McElhenney | 2013. szeptember 11. | 0,61 millió |
| 97.  | 3.  | A banda kétségbeesetten próbál elnyerni egy díjat (The Gang Tries Desperately to Win an Award) | Richie Keen   | David Hornsby                                 | 2013. szeptember 18. | 0,52 millió |
| 98.  | 4.  | Mac és Dennis üdülési jogot vesz (Mac and Dennis Buy a Timeshare)                              | Dan Attias    | Dave Chernin & John Chernin                   | 2013. szeptember 25. | 0,46 millió |
| 99.  | 5.  | A Mac-nap (Mac Day)                                                                            | Richie Keen   | Charlie Day & Glenn Howerton & Rob McElhenney | 2013. október 2.     | 0,46 millió |
| 100. | 6.  | A banda majd megoldja (The Gang Saves the Day)                                                 | Dan Attias    | Dave Chernin & John Chernin                   | 2013. október 9.     | 0,51 millió |
| 101. | 7.  | A banda karanténba vonul (The Gang Gets Quarantined)                                           | Heath Cullens | David Hornsby                                 | 2013. október 16.    | 0,57 millió |
| 102. | 8.  | Virágot Charlie-nak (Flowers for Charlie)                                                      | Dan Attias    | David Benioff & D. B. Weiss                   | 2013. október 23.    | 0,46 millió |
| 103. | 9.  | A banda elkészíti a Halálos fegyver 6-ot (The Gang Makes Lethal Weapon 6)                      | Dan Attias    | Scott Marder                                  | 2013. október 30.    | 0,43 millió |
| 104. | 10. | A banda elássa a csatabárdot (The Gang Squashes Their Beefs)                                   | Todd Biermann | Rob Rosell                                    | 2013. november 6.    | 0,54 millió |

## 10. évad (2015)
| Sor. | Év. | Cím | Rendező       | Író                                           | Premier           | Nézettség   |
| ---- | --- | --- | ------------- | --------------------------------------------- | ----------------- | ----------- |
| 105. | 1.  | A banda lenyomja Boggsot (The Gang Beats Boggs)                                                           | Todd Biermann | Dave Chernin & John Chernin                   | 2015. január 14.  | 0,79 millió |
| 106. | 2.  | A banda csoportos randizik (The Gang Group Dates)                                                         | Richie Keen   | Rob Rosell                                    | 2015. január 21.  | 0,52 millió |
| 107. | 3.  | Pszicho Pete visszatér (Psycho Pete Returns)                                                              | Todd Biermann | Charlie Day & Glenn Howerton & Rob McElhenney | 2015. január 28.  | 0,51 millió |
| 108. | 4.  | Charlie melója (Charlie Work)                                                                             | Matt Shakman  | Charlie Day & Glenn Howerton & Rob McElhenney | 2015. február 4.  | 0,55 millió |
| 109. | 5.  | A banda kémkedik, mint Amerika (The Gang Spies Like U.S.)                                                 | Matt Shakman  | David Hornsby                                 | 2015. február 11. | 0,53 millió |
| 110. | 6.  | A banda lemarad a hajóról (The Gang Misses the Boat)                                                      | Richie Keen   | Charlie Day & Glenn Howerton & Rob McElhenney | 2015. február 18. | 0,54 millió |
| 111. | 7.  | Mac kinyírja az öregét (Mac Kills His Dad)                                                                | Heath Cullens | Dave Chernin & John Chernin and David Hornsby | 2015. február 25. | 0,44 millió |
| 112. | 8.  | A banda szerepel a Családi viszályban (The Gang Goes on Family Fight)                                     | Matt Shakman  | Charlie Day & Glenn Howerton & Rob McElhenney | 2015. március 4.  | 0,45 millió |
| 113. | 9.  | Frank nyugdíjba vonul (Frank Retires)                                                                     | Richie Keen   | Charlie Day & Glenn Howerton & Rob McElhenney | 2015. március 11. | 0,51 millió |
| 114. | 10. | Seggberúgó Egyesület: Mac és Charlie belép egy szektába (Ass Kickers United: Mac and Charlie Join a Cult) | Heath Cullens | Scott Marder                                  | 2015. március 18. | 0,54 millió |

## 11. évad (2016)
| Sor. | Év. | Cím                                                                                          | Rendező       | Író                            | Premier           | Nézettség   |
| ---- | --- | -------------------------------------------------------------------------------------------- | ------------- | ------------------------------ | ----------------- | ----------- |
| 115. | 1.  | Chardee MacDennis 2: Electric Boogaloo (Chardee MacDennis 2: Electric Boogaloo)              | Heath Cullens | Rob McElhenney & Charlie Day   | 2016. január 6.   | 0,72 millió |
| 116. | 2.  | Frank kizuhan az ablakon (Frank Falls Out the Window)                                        | Heath Cullens | David Hornsby                  | 2016. január 13.  | 0,51 millió |
| 117. | 3.  | A banda lejtmenetben (The Gang Hits the Slopes)                                              | Heath Cullens | Dave Chernin & John Chernin    | 2016. január 20.  | 0,61 millió |
| 118. | 4.  | Dee egy felnőtt filmben szerepel (Dee Made a Smut Film)                                      | Todd Biermann | Eric Ledgin                    | 2016. január 27.  | 0,48 millió |
| 119. | 5.  | Mac és Dennis a kertvárosba költözik (Mac & Dennis Move to the Suburbs)                      | Todd Biermann | Hunter Covington               | 2016. február 3.  | 0,56 millió |
| 120. | 6.  | A Frank-menet (Being Frank)                                                                  | Heath Cullens | Scott Marder                   | 2016. február 10. | 0,54 millió |
| 121. | 7.  | McPoyle kontra Ponderosa: az évszázad pere (McPoyle vs. Ponderosa: The Trial of the Century) | Todd Biermann | Conor Galvin                   | 2016. február 17. | 0,53 millió |
| 122. | 8.  | Charlie fog egy koboldot (Charlie Catches a Leprechaun)                                      | Heath Cullens | Jon Silberman & Josh Silberman | 2016. február 24. | 0,52 millió |
| 123. | 9.  | A banda pokolra jut (The Gang Goes to Hell)                                                  | Todd Biermann | David Hornsby & Scott Marder   | 2016. március 2.  | 0,49 millió |
| 124. | 10. | A banda pokolra jut 2. rész (The Gang Goes to Hell: Part 2)                                  | Todd Biermann | David Hornsby & Scott Marder   | 2016. március 9.  | 0,46 millió |

## 12. évad (2017)
| Sor. | Év. | Cím                                                                               | Rendező         | Író                                           | Premier           | Nézettség   |
| ---- | --- | --------------------------------------------------------------------------------- | --------------- | --------------------------------------------- | ----------------- | ----------- |
| 125. | 1.  | A banda átmegy feketébe (The Gang Turns Black)                                    | Matt Shakman    | Charlie Day & Glenn Howerton & Rob McElhenney | 2017. január 4.   | 0,73 millió |
| 126. | 2.  | Banda az aquaparkban (The Gang Goes to a Water Park)                              | Matt Shakman    | Eric Ledgin                                   | 2017. január 11.  | 0,57 millió |
| 127. | 3.  | Vénlányház: szituációs komédia (Old Lady House: A Situation Comedy)               | Maurice Marable | Dannah Phirman & Danielle Schneider           | 2017. január 18.  | 0,60 millió |
| 128. | 4.  | Wolf Cola: egy reklám rémálom (Wolf Cola: A Public Relations Nightmare)           | Matt Shakman    | David Hornsby & Scott Marder                  | 2017. január 25.  | 0,63 millió |
| 129. | 5.  | Hogyan csináljunk gyilkost Dennis Reynoldsból (Making Dennis Reynolds a Murderer) | Maurice Marable | Conor Galvin                                  | 2017. február 1.  | 0,60 millió |
| 130. | 6.  | Hősiesség vagy gyűlöletbűncselekmény? (Hero or Hate Crime?)                       | Jamie Babbit    | Charlie Day & Glenn Howerton & Rob McElhenney | 2017. február 8.  | 0,55 millió |
| 131. | 7.  | Poszttraumás szinDeema (PTSDee)                                                   | Jamie Babbit    | Charlie Day & Glenn Howerton & Rob McElhenney | 2017. február 15. | 0,57 millió |
| 132. | 8.  | A banda vezeti a bárt (The Gang Tends Bar)                                        | Matt Shakman    | Megan Ganz                                    | 2017. február 22. | 0,59 millió |
| 133. | 9.  | Kriplirege (A Cricket's Tale)                                                     | Jamie Babbit    | David Hornsby & Scott Marder                  | 2017. március 1.  | 0,52 millió |
| 134. | 10. | Dennis kettős élete (Dennis' Double Life)                                         | Matt Shakman    | Charlie Day & Glenn Howerton & Rob McElhenney | 2017. március 8.  | 0,64 millió |

## 13. évad (2018)
| Sor. | Év. | Cím                                                                        | Rendező       | Író                                 | Premier              | Nézettség   |
| ---- | --- | -------------------------------------------------------------------------- | ------------- | ----------------------------------- | -------------------- | ----------- |
| 135. | 1.  | A banda újra naggyá teszi a Paddy's-t (The Gang Makes Paddy's Great Again) | Todd Biermann | David Hornsby                       | 2018. szeptember 5.  | 0,61 millió |
| 136. | 2.  | Szökésben a banda (The Gang Escapes)                                       | LP            | Megan Ganz                          | 2018. szeptember 12. | 0,39 millió |
| 137. | 3.  | A banda leissza Boggsot: Nőuralom (The Gang Beats Boggs: Ladies' Reboot)   | Kat Coiro     | Dannah Phirman & Danielle Schneider | 2018. szeptember 19. | 0,42 millió |
| 138. | 4.  | A bandának lőttek (Time's Up for the Gang)                                 | Kat Coiro     | Megan Ganz                          | 2018. szeptember 26. | 0,31 millió |
| 139. | 5.  | Új járgány (The Gang Gets New Wheels)                                      | Todd Biermann | Conor Galvin                        | 2018. október 3.     | 0,32 millió |
| 140. | 6.  | A fürdőszoba probléma (The Gang Solves the Bathroom Problem)               | Josh Drisko   | Erin Ryan                           | 2018. október 10.    | 0,34 millió |
| 141. | 7.  | A klip show forgatás (The Gang Does a Clip Show)                           | Todd Biermann | Dannah Phirman & Danielle Schneider | 2018. október 17.    | 0,30 millió |
| 142. | 8.  | Reszkess Charlie (Charlie's Home Alone)                                    | Kat Coiro     | Adam Weinstock & Andy Jones         | 2018. október 24.    | 0,29 millió |
| 143. | 9.  | Győz a banda (The Gang Wins the Big Game)                                  | Kat Coiro     | Conor Galvin                        | 2018. október 31.    | 0,32 millió |
| 144. | 10. | Mac büszkesége (Mac Finds His Pride)                                       | Todd Biermann | Rob McElhenney & Charlie Day        | 2018. november 7.    | 0,36 millió |

## 14. évad (2019)
| Sor. | Év. | Cím                                                                | Rendező             | Író                                 | Premier              | Nézettség   |
| ---- | --- | ------------------------------------------------------------------ | ------------------- | ----------------------------------- | -------------------- | ----------- |
| 145. | 1.  | Romantikázás (The Gang Gets Romantic)                              | Glenn Howerton      | Rob McElhenney & Charlie Day        | 2019. szeptember 25. | 0,48 millió |
| 146. | 2.  | Thunder Gun 4: Maximum Cool (Thunder Gun 4: Maximum Cool)          | Heath Cullens       | Conor Galvin                        | 2019. október 2.     | 0,32 millió |
| 147. | 3.  | A Dee-nap (Dee Day)                                                | Pete Chatmon        | Megan Ganz                          | 2019. október 9.     | 0,31 millió |
| 148. | 4.  | Fuldoklik a banda (The Gang Chokes)                                | Glenn Howerton      | John Howell Harris                  | 2019. október 16.    | 0,30 millió |
| 149. | 5.  | Chatel a banda (The Gang Texts)                                    | Tim Roche           | Rob McElhenney & Charlie Day        | 2019. október 23.    | 0,26 millió |
| 150. | 6.  | A gondnok mindig kétszer mos (The Janitor Always Mops Twice)       | Heath Cullens       | Megan Ganz                          | 2019. október 30.    | 0,25 millió |
| 151. | 7.  | A globális felmelegedés megoldása (The Gang Solves Global Warming) | Pete Chatmon        | Rob McElhenney & Charlie Day        | 2019. november 6.    | 0,26 millió |
| 152. | 8.  | A Paddy's öngyilkos merénylője (Paddy's Has a Jumper)              | Kimberly McCullough | Dannah Phirman & Danielle Schneider | 2019. november 13.   | 0,31 millió |
| 153. | 9.  | A hajvágás joga (A Woman's Right to Chop)                          | Pete Chatmon        | Dannah Phirman & Danielle Schneider | 2019. november 20.   | 0,27 millió |
| 154. | 10. | Nagy Mo-ra várva (Waiting for Big Mo)                              | Pete Chatmon        | David Hornsby                       | 2019. november 20.   | 0,24 millió |

## 15. évad (2021)
| Sor. | Év. | Cím                                                                           | Rendező       | Író                                           | Premier            | Nézettség   |
| ---- | --- | ----------------------------------------------------------------------------- | ------------- | --------------------------------------------- | ------------------ | ----------- |
| 155. | 1.  | Visszatekintés 2020-ra (2020: A Year In Review)                               | Todd Biermann | Rob McElhenney & Charlie Day & Glenn Howerton | 2021. december 1.  | 0,29 millió |
| 156. | 2.  | A Banda megcsinálja a Halálos fegyver 7-et (The Gang Makes Lethal Weapon 7)   | Pete Chatmon  | Keyonna Taylor & Katie McElhenney             | 2021. december 1.  | 0,24 millió |
| 157. | 3.  | A banda vesz egy görkorcsolya pályát (The Gang Buys a Roller Rink)            | Richie Keen   | Rob Rosell & David Hornsby                    | 2021. december 8.  | 0,32 millió |
| 158. | 4.  | A banda Dee-t egy majommal helyettesíti (The Gang Replaces Dee With a Monkey) | Todd Biermann | Glenn Howerton & Nina Pedrad                  | 2021. december 8.  | 0,24 millió |
| 159. | 5.  | A banda Írországba megy (The Gang Goes to Ireland)                            | Megan Ganz    | Rob McElhenney & Charlie Day & Glenn Howerton | 2021. december 15. | 0,29 millió |
| 160. | 6.  | A banda még mindig Írországban (The Gang's Still in Ireland)                  | Megan Ganz    | Rob McElhenney & Charlie Day & Glenn Howerton | 2021. december 15. | 0,23 millió |
| 161. | 7.  | Dee mocsárba süllyed (Dee Sinks in a Bog)                                     | Pete Chatmon  | David Hornsby & Rob Rosell                    | 2021. december 22. | 0,29 millió |
| 162. | 8.  | A banda felvisz egy holtat a hegyre (The Gang Carries a Corpse Up a Mountain) | Richie Keen   | Megan Ganz                                    | 2021. december 22. | 0,26 millió |

## 16. évad (2023)
| Sor. | Év. | Cím                                                                                   | Rendező       | Író                                           | Premier          | Nézettség   |
| ---- | --- | ------------------------------------------------------------------------------------- | ------------- | --------------------------------------------- | ---------------- | ----------- |
| 163. | 1.  | Inflálódik a banda (The Gang Inflates)                                                | Heath Cullens | Nina Pedrad                                   | 2023. június 7.  | 0,31 millió |
| 164. | 2.  | Frank lelövi a banda minden tagját (Frank Shoots Every Member of the Gang)            | Richie Keen   | Davis Kop                                     | 2023. június 7.  | 0,22 millió |
| 165. | 3.  | Elátkozott banda (The Gang Gets Cursed)                                               | Richie Keen   | David Hornsby                                 | 2023. június 14. | 0,28 millió |
| 166. | 4.  | Frank kontra Oroszország (Frank vs. Russia)                                           | Heath Cullens | Megan Ganz                                    | 2023. június 21. | 0,21 millió |
| 167. | 5.  | Celebpia: az igazi aranybánya (Celebrity Booze: The Ultimate Cash Grab)               | Megan Ganz    | Rob McElhenney & Charlie Day & Glenn Howerton | 2023. június 28. | 0,27 millió |
| 168. | 6.  | Risk E. Rat's Pizza és Szórakoztató Center (Risk E. Rat's Pizza and Amusement Center) | Nina Pedrad   | Rob Rosell                                    | 2023. július 5.  | 0,23 millió |
| 169. | 7.  | A banda bowlingozik (The Gang Goes Bowling)                                           | Megan Ganz    | Rob McElhenney & Charlie Day & Glenn Howerton | 2023. július 12. | 0,26 millió |
| 170. | 8.  | Dennis lelki békéje szabira megy (Dennis Takes a Mental Health Day)                   | Heath Cullens | Ross Maloney                                  | 2023. július 19. | 0,28 millió |

## 17. évad (2025)
| Sor. | Év. | Cím                                                                                     | Rendező                      | Író                                           | Premier             | Nézettség   |
| ---- | --- | --------------------------------------------------------------------------------------- | ---------------------------- | --------------------------------------------- | ------------------- | ----------- |
| 171. | 1.  | A banda szétcseszi az Abbott Általános Iskolát (The Gang F***s Up Abbott Elementary)    | Todd Biermann                | Rob McElhenney, Charlie Day és Keyonna Taylor | 2025. július 9.     | 0,15 millió |
| 172. | 2.  | Frank kómában van (Frank Is In a Coma)                                                  | Imani Hakim                  | Dave Chernin és John Chernin                  | 2025. július 9.     | 0,12 millió |
| 173. | 3.  | Mac és Dennis mentős lesz (Mac and Dennis Become EMTs)                                  | Heath Cullens                | Charlie Day, Rob McElhenney és Nina Pedrad    | 2025. július 16.    | 0,13 millió |
| 174. | 4.  | Eszmei vezetés: A vállalati kommunikáció (Thought Leadership: A Corporate Conversation) | Zachary Knighton             | Charlie Day és Rob McElhenney                 | 2025. július 23.    | 0,13 millió |
| 175. | 5.  | A banda kutyafuttatóra megy (The Gang Goes to a Dog Track)                              | Heath Cullens                | Charlie Day és Ross Maloney                   | 2025. július 30.    | 0,09 millió |
| 176. | 6.  | Túlkoros italfogyasztás: Nemzeti szintű aggály (Overage Drinking: A National Concern)   | Ashly Burch                  | Charlie Day és Rob Mac                        | 2025. augusztus 6.  | 0,14 millió |
| 177. | 7.  | A banda főműsoridőre készül (The Gang Gets Ready for Prime Time)                        | Dave Chernin és John Chernin | Charlie Day, David Hornsby és Rob Rosell      | 2025. augusztus 13. | 0,12 millió |
| 178. | 8.  | A Nagy Ő – Élőben (The Golden Bachelor Live)                                            | Todd Biermann                | Charlie Day és Rob McElhenney                 | 2025. augusztus 20. |             |